# Gregorio Gómez
Gregorio Gómez, teljes nevén Gregorio Gómez Álvarez (Tepatitlán, 1921. december 29. – 1988. június 11.) mexikói válogatott labdarúgó, hátvéd.

## Karrierje
Teljes pályafutását egyetlen csapatban, a Guadalajarában töltötte. A mexikói válogatottal részt vett az 1950-es világbajnokságon.

## Külső hivatkozások
- Gregorio Gómez – a FIFA adatbázisában